# Maylene and the Sons of Disaster
Maylene & the Sons of Disaster is een Amerikaanse heavy metalband, opgericht in Birmingham (Alabama) in 2004. In 2005 tekenden Maylene and the Sons of Disaster bij Mono Vs Stereo en brachten hun titelloze debuutalbum uit. De naam en het concept van de band zijn gebaseerd op de legende van de criminele bende van Ma Barker en haar zonen en merken op dat een slechte levensstijl zal worden beantwoord met goddelijke gerechtigheid.

## Geschiedenis
In april 2006 werd bekendgemaakt dat de band een contract had bij Ferret Music. In augustus van dat jaar liet de band doorschemeren dat ze in oktober zouden werken aan hun Ferret Records-debuut met een verwachte publicatiedatum begin 2007. Zanger Dallas Taylor(voorheen van Underoath) bracht de fans in januari 2007 opnieuw op de hoogte en zei dat ze de ep The Day Hell Broke Loose at Sicard Hollow zouden uitbrengen, gevolgd door hun volledige album II, dat op 20 maart 2007 in het hele land werd uitgebracht bij Ferret Records. Maylene verscheen op de cover van het maart/april 2007 nummer van HM Magazine. Gedurende april 2007 ging de band op tournee ter ondersteuning van hun nieuwe album II met de christelijke metalcore band Haste the Day. Andere bands op tournee waren From Autumn to Ashes, The Sleeping en Alesana. In mei was de band te zien in de Dirty South Tour met Underoath, Norma Jean en The Glass Ocean. Dit is met name de eerste keer dat zanger Dallas Taylor met zijn oude band toerde sinds hij in 2003 vertrok. Andere bands die met hen toeren met vergelijkbare zuidelijke muziekstijlen zijn He Is Legend en Hey You Party Animals.
Van september tot november 2008 waren ze headliner van een volledige Amerikaanse tournee met steun van A Static Lullaby, Showbread, Confide en Attack Attack!, voordat ze begonnen met het opnemen van hun derde album III. De helft van de leden die dit album opnamen, was in hun begindagen bij Underoath. Hun derde album werd uitgebracht op 23 juni 2009. Het nummer Just a Shock werd op 11 mei 2009 uitgebracht op de Myspace-pagina van de band. III kwam binnen op #71 in de Billboard 200. Van september 2009 tot februari 2010 nam Dallas enige tijd vrij van het toeren om een aantal zaken in zijn persoonlijke leven aan te pakken. Omdat de band geen tourneedata wilde missen, rekruteerden ze hun goede vriend Schuylar Croom, zanger van He Is Legend om in te vallen voor Dallas. Tijdens deze tournees waren er geen oorspronkelijke leden van de band aanwezig op het podium, aangezien Roman de band onlangs had verlaten en Dallas het enige oorspronkelijke lid is dat nog in de bezetting van de band zit. Op 16 juli begon de band aan de Thee Summer Bailout Tour met Emery, Closure in Moskou en Kiros op alle data, en Ivoryline en Secret & Whisper op geselecteerde data. Ze speelden het beginthema voor de voormalige Unified WWE Tag Team Champions Chris Jericho en The Big Show, getiteld Crank the Walls Down. Hun nummer Step Up (I'm On It) was ook het thema voor WWE Bragging Rights.
De band was eind 2009 ook te horen op de Taste of Chaos Tour in Europa. Op maandag 7 december 2009 was Maylene onderweg naar een show in Wiesbaden voor de Taste of Chaos-tournee, betrokken bij een ongeval dat lichte schade aan de tourneebus van de band veroorzaakte. Volgens de persoonlijke Facebook-pagina van gitarist Kelly Nunn kwam de bus in botsing met een auto, een gastanker en een vangrail. De bandleden raakten niet geblesseerd, maar misten hun speeltijd. De band verscheen echter later op de dag op de merchandise-stands. In het voorjaar van 2010 waren ze een voorprogramma van Saosin en later Story of the Year. Die zomer openden ze samen met For Today Scream the Prayer.
Maylene bracht hun vierde album uit op 27 september 2011. De eerste single In Dead We Dream van de band werd online uitgebracht vóór de publicatiedatum van het album. Het album staat weer bij Ferret Records en werd geproduceerd door Brian Virtue en Rob Graves.
Dallas werd geciteerd op een podcast en op tournee dat ze in januari 2015 zullen beginnen met het opnemen van een nieuw album. Of het nu gaat om een onafhankelijke publicatie of om een label, moet nog worden bepaald. Op 29 november plaatste Taylor een foto, waaruit bleek dat de band al aan het opnemen was voor het nieuwe album. Op 12 december 2015 werden zanger Dallas Taylor en gitarist Jake Duncan aangevallen door politieagenten buiten een bar. De agenten sloegen meerdere keren met Duncans hoofd op de stoep, terwijl Taylors knie werd geopend. Taylor werd een uur vastgehouden in een detentiecel, maar Duncan werd gearresteerd wegens wanordelijk gedrag. Op 3 augustus 2016 bracht Underoath een verklaring uit, waarin stond dat Taylor in het ziekenhuis was opgenomen als gevolg van een ATV-ongeval. Rhett Taylor, de broer van Dallas, zei dat Dallas meerdere botbreuken, inwendige bloedingen en hoofdletsel had opgelopen. Op 17 september 2016 speelde de band een benefietshow voor Taylors medische rekeningen. De band had Keller Harbin (The Chariot/Every Time I Die) en Matthew Hasting (MyChildren MyBride) ingevuld voor Taylor. De show werd samengesteld door Dallas' oude vriend (Michael Frog Ray) en bandlid in een zijband met Taylor genaamd Zeal.

## Bezetting
Huidige bezetting
- Dallas Taylor (leadzang, 2004–heden; akoestische gitaar, banjo, 2009–heden)
- Brad Lehmann (basgitaar, achtergrondzang, 2009–heden)
- Jake Duncan (ritmegitaar, achtergrondzang, 2009–2011, 2013–heden; leadgitaar, 2015–heden)
- Jasin Todd (leadgitaar, 2014–heden; ritmegitaar, 2014–2015)
- Steve Savis (ritmegitaar, achtergrondzang, 2015–heden)
- Jon Thatcher Longley (drums, 2015–heden; touring 2011)

Tourneemuzikanten
- Sam Anderson (drums, achtergrondzang, 2011, 2014)
- Luis Mariani (ritmegitaar, achtergrondzang, 2011)
- Josh Butler (drums, 2011)
- Schuylar Croom (leadzang, 2009–2010)
- Matthew Hastings (leadzang, 2016)
- Keller Harbin (leadzang, 2016)

Voormalige leden
- Josh Cornutt (leadgitaar, 2004–2008)
- Scott Collum (ritmegitaar, 2004–2008; leadgitaar, 2005–2008)
- Lee Turner (drums, 2004–2008)
- Roman Haviland (basgitaar, achtergrondzang, 2004–2009)
- Chris Campbell (ritmegitaar, 2005–2008)
- Kelly Scott Nunn (ritmegitaar, achtergrondzang, 2008–2010; leadgitaar, 2009–2010)
- Matt Clark (drums, achtergrondzang, 2008–2011)
- Chad Huff (leadgitaar, 2008-2015; ), rhythm guitar (ritmegitaar, 2011–2013)
- Miles McPherson (drums, 2011–2014)

## Discografie

### Singles
- 2005:	Tough As John Jacobs
- 2005: Caution: Dangerous Curves Ahead
- 2007:	Is That a Threat, or a Promise?
- 2007: Dry the River
- 2007: Memories of the Grove
- 2007: Darkest of Kin
- 2009:	Just a Shock
- 2009: Step Up (I'm on It)
- 2010:	Where the Saints Roam/Cheap Thrills Cost the Most
- 2011:	Listen Close
- 2011: Open Your Eyes

### Ep's
- 2007:	The Day Hell Broke Loose at Sicard Hollow (Ferret Records)
- 2010:	Where the Saints Roam (Ferret Records)

### Albums
- 2005:	Maylene and the Sons of Disaster (Mono vs Stereo)
- 2007:	II (Ferret Records)
- 2009:	III	(Ferret Records)
- 2011:	IV (Ferret Records)

## Videografie
- 2005: Tough As John Jacobs - Maylene and the Sons of Disaster (Mono Vs Stereo)
- 2007: Dry the River - II (Ferret Records)
- 2007: Darkest of Kin - II (Ferret Records)
- 2007: The Day Hell Broke Loose at Sicard Hollow - II (Ferret Records)
- 2009: Raised by the Tide - II (Ferret Records)
- 2009: Step Up (I'm on It) - III (Ferret Records)
- 2011: Listen Close - III (Ferret Records)
- 2012: Open Your Eyes - IV (Ferret Records)